# جورج س. بيج
جورج س. بيج (بالإنجليزية: George C. Page)‏ هو فاعل خير ورائد أعمال أمريكي، ولد في 1901 في فريمونت في الولايات المتحدة، وتوفي في 1999.